# Hybrid
Hybrid to brytyjska grupa grająca muzykę elektroniczną założona w Swansea przez duet Mike Truman i Chris Healings. Tworzą muzykę zwykle zaliczaną do nu skool breaks, progressive trance i progressive house.

## Dyskografia
- Wide Angle (1999)
- Remix and Additional Production by... (2001)
- Morning Sci-Fi (2003)
- Hybrid Present Y4K (2004)
- I Choose Noise (2006)
- Soundsystem 01 (2008)
- Disappear Here (2010)
- Light of the Fearless (2018)